# Optica
Optica är ett musikalbum av den svenska musikgruppen Shout Out Louds, utgivet 26 februari 2013 i USA respektive den 22 februari i Sverige. Albumet är bandets fjärde. Innan skivan släpptes gavs singeln "Illusions" ut.

## Låtlista
1. "Sugar"
2. "Illusions"
3. "Blue Ice"
4. "14th Of July"
5. "Burn"
6. "Walking In Your Footsteps"
7. "Glasgow"
8. "Where You Come In"
9. "Hermila"
10. "Chasing The Sinking Sun"
11. "Circles"
12. "Destroy"
13. "Forever" (iTunes Exclusive Bonus Track)
14. "Hold Back Your Tears" (Spotify Exclusive Bonus Track)